# Castroville (Texas)
Pour les articles homonymes, voir Castroville.
Castroville est une ville du comté de Medina, dans le sud de l'État du Texas, aux États-Unis. Lors du recensement de 2020, sa population était de 2 954 habitants.

## Histoire
Castroville a été fondée le 1er septembre 1844 par Henri Castro, consul général de la république du Texas en France. Il fit venir plusieurs dizaines de familles d’Alsace près de Mulhouse en France et du pays de Bade voisin en Allemagne afin de peupler les territoires qui lui avaient été concédés le long de la rivière Medina (Texas), 30 km à l’ouest de San Antonio. Après quelques années difficiles, la ville et les fermes environnantes prospérèrent rapidement, alors même que la communauté gardait une identité à part au fil des générations. Ainsi, pendant le premier siècle d’existence de Castroville, l’alsacien était parlé dans les maisons, les magasins et les tavernes de la ville en lieu et place de l’anglais.
Aujourd’hui, la langue alsacienne tend à disparaître et seule la moitié des résidents de la ville peuvent prétendre par leur origine descendre des premiers colons du temps de Henri Castro. Les banlieues voisines de San Antonio empiètent peu à peu sur la commune, et une grande partie de la ville a été déclarée District historique national afin de préserver l’architecture caractéristique de type alsacien d’une douzaine de maisons et de magasins avec leurs toits en pente. Le 8 avril 2002, la Steinbach House est ouvert au public, maison typique alsacienne originaire de Wahlbach, affirmant la culture alsacienne à Castroville.
De nos jours, l'Alsacien est parlé par moins de 15 habitants de Castroville, surtout par des personnes âgées, nées avant 1950 (2018).

## Démographie
Le dernier recensement de 2000 a dénombré 2 664 habitants, 941 ménages et 719 familles résidant dans la commune, avec une densité de population de 403,4 hab./km2. L'origine de la population était à majorité européenne (64,00 %), 0,00 % africaine américaine, 0,00 % amérindienne, 0,00 % asiatique et 0,00 % d'américains d'origine océanienne. Les populations hispaniques et latino comptaient pour 36 % de la population.
Le revenu moyen d’un ménage était en l’an 2000 de 42 308 $ et celui d’une famille de 51 007 $. Les hommes avaient un revenu moyen de 35 625 $ contre 27 228 $ pour les femmes. Le revenu par tête pour la ville se situait à 20 615 $. Environ 5,4 % des familles et 9,1 % des habitants vivaient en dessous du seuil de pauvreté (relatif), dont 11,9 % en dessous de l’âge de 18 ans et 5,9 % au-delà de 65 ans et plus.

## Source
- (en) Cet article est partiellement ou en totalité issu de l’article de Wikipédia en anglais intitulé « Castroville, Texas » (voir la liste des auteurs).

1. ↑  Théo Quintard, « Castroville, la « petite Alsace » du Texas », Ouest France,‎ 10 février 2024 (lire en ligne)
2. ↑  (en) Bureau du recensement des États-Unis à Dallas, « American FactFinder »